# Tetralogia

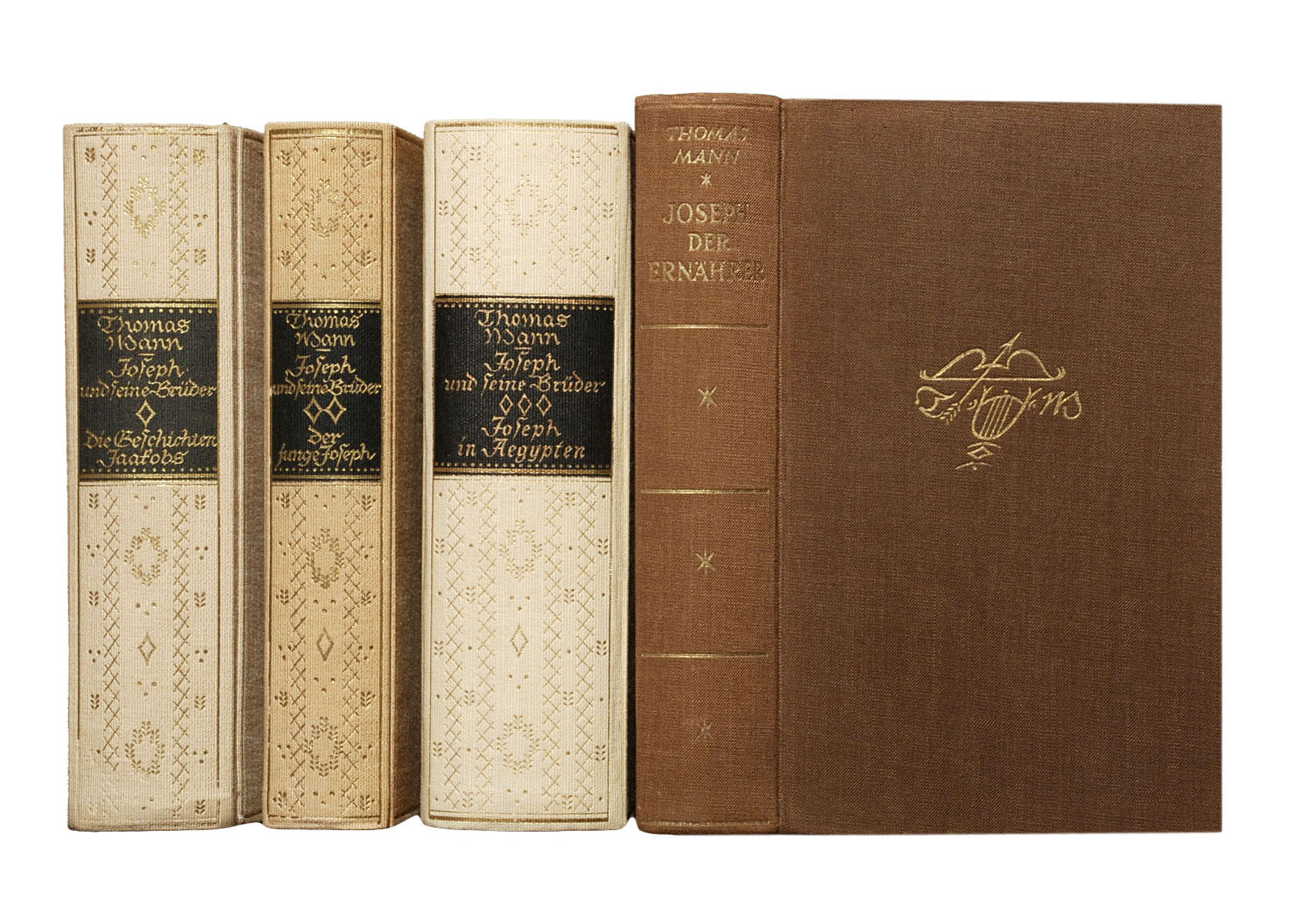
Tetralogia (Józef i jego bracia autorstwa Thomasa Manna)

Tetralogia (z gr. tetra „cztery”, logos „słowo”) – cykl czterech utworów artystycznych (najczęściej literackich), połączonych zazwyczaj tytułem ogólnym, z których każdy stanowi odrębną całość. Utwory te łączy tematyka, grupa postaci, zjawisk lub motyw przewodni. Przykładem tetralogii może być tzw. druga tetralogia Williama Szekspira (Ryszard II, Henryk IV, część 1, Henryk IV, część 2, Henryk V). W formie tetralogii (tzw. tetralogia tragiczna) wystawiane były tragedie greckie: tetralogia tragiczna składała się z trzech tragedii i dramatu satyrowego, najczęściej związanych treściowo. Natomiast najbardziej znanym i najczęściej przytaczanym przykładem tetralogii w muzyce jest Pierścień Nibelunga Richarda Wagnera.